# Dhiggiri (Alif Dhaal)
Pour les articles homonymes, voir Dhiggiri.
Dhiggiri (ou Dhiggaru) est une petite île inhabitée des Maldives.

## Géographie
Dhiggiri est située dans le centre des Maldives, dans l'Est de l'atoll Ari, dans la subdivision de Alif Dhaal. 